# Balhannah
Balhannah – miasto w Australii, w stanie Australia Południowa.